# ATP-toernooi van Singapore
Het ATP-toernooi van Singapore, officiële naam Singapore Tennis Open, wordt vanaf 2021 gespeeld in de stadstaat Singapore. Er wordt gespeeld op hardcourtbanen van de Singapore Sports Hub.
Tussen 1989 en 1999, met een onderbreking tussen 1993 en 1995, was er ook een ATP-toernooi in Singapore met de officiële naam Singapore Open, vanaf 1997 Heineken Open Singapore. Het werd gehouden in Kallang.

## Finales

### Enkelspel
| Jaar      | Winnaar           | Runner-up         | Uitslag       |               |
| --------- | ----------------- | ----------------- | ------------- | ------------- |
| 2021      | Alexei Popyrin    | Aleksandr Boeblik | 4-6, 6-0, 6-2 | Details       |
| 2000-2020 | Niet gehouden     | Niet gehouden     | Niet gehouden | Niet gehouden |
| 1999      | Marcelo Ríos (2)  | Mikael Tillström  | 6-2, 7-6      | Details       |
| 1998      | Marcelo Ríos (1)  | Mark Woodforde    | 6-4, 6-2      | Details       |
| 1997      | Magnus Gustafsson | Nicolas Kiefer    | 4-6, 6-3, 6-3 | Details       |
| 1996      | Jonathan Stark    | Michael Chang     | 6-4, 6-4      | Details       |
| 1993-1995 | Niet gehouden     | Niet gehouden     | Niet gehouden | Niet gehouden |
| 1992      | Simon Youl        | Paul Haarhuis     | 6-4, 6-1      | Details       |
| 1991      | Jan Siemerink     | Gilad Bloom       | 6-4, 6-3      | Details       |
| 1990      | Kelly Jones (2)   | Richard Fromberg  | 6-4, 2-6, 7-6 | Details       |
| 1989      | Kelly Jones (1)   | Amos Mansdorf     | 6-1, 7-5      | Details       |

### Dubbelspel
| Jaar      | Winnaar                                | Runner-up                          | Uitslag       |               |
| --------- | -------------------------------------- | ---------------------------------- | ------------- | ------------- |
| 2021      | Sander Gillé Joran Vliegen             | Matthew Ebden John-Patrick Smith   | 6-2, 6-3      | Details       |
| 2000-2020 | Niet gehouden                          | Niet gehouden                      | Niet gehouden | Niet gehouden |
| 1999      | Maks Mirni Eric Taino                  | Todd Woodbridge Mark Woodforde     | 6-3, 6-4      | Details       |
| 1998      | Todd Woodbridge (3) Mark Woodforde (3) | Mahesh Bhupathi Leander Paes       | 6-2, 6-3      | Details       |
| 1997      | Mahesh Bhupathi Leander Paes           | Rick Leach Jonathan Stark          | 6-4, 6-4      | Details       |
| 1996      | Todd Woodbridge (2) Mark Woodforde (2) | Martin Damm Andrej Olchovski       | 7-6, 7-6      | Details       |
| 1993-1995 | Niet gehouden                          | Niet gehouden                      | Niet gehouden | Niet gehouden |
| 1992      | Todd Woodbridge (1) Mark Woodforde (1) | Grant Connell Glenn Michibata      | 6-7, 6-2, 6-4 | Details       |
| 1991      | Grant Connell Glenn Michibata          | Stefan Kruger Christo van Rensburg | 6-4, 5-7, 7-6 | Details       |
| 1990      | Mark Kratzmann Jason Stoltenberg       | Brad Drewett Todd Woodbridge       | 6-1, 6-0      | Details       |
| 1989      | Rick Leach Jim Pugh                    | Paul Chamberlin Paul Wekesa        | 6-3, 6-4      | Details       |

Singapore Open: 1989 · 1990 · 1991 · 1992 · 1996 · 1997 · 1998 · 1999 · Singapore Tennis Open: 2021
ITF-toernooien (mannen en vrouwen)

ATP-toernooien (mannen) – ATP-seizoen 2025

WTA-toernooien (vrouwen) – WTA-seizoen 2025

Voormalige toernooien mannen
Voormalige toernooien vrouwen
Voormalige amateurtoernooien